# Jane Magnusson
Jane Elisabeth Magnusson, född 6 april 1968 i Mölnlycke, är en svensk journalist, manusförfattare, regissör och filmrecensent på Dagens Nyheter.

## Biografi
Magnusson växte upp i USA, Singapore och Hongkong. Hon studerade vid Brown University i Providence, Rhode Island, USA och blev Bachelor of Arts i Modern Culture and media/film 1992.
Hon har varit skribent på Nöjesguiden, Fokus, Aftonbladet och skriver regelbundet i Dagens Nyheter. Hon har även medverkat i Sveriges Radios Iller, Godmorgon, världen! och varit panelmedlem i radioprogrammet Spanarna och i SVT i TV-programmet Kobra. Bokdebuten Esther Williams: Skenbiografin kom ut 2000. Hon var sommarpratare 7 juli 2000. 
Filmatiseringen av hennes första filmmanus Allt flyter hade premiär juldagen 2008. Manuset är baserat på hennes erfarenheter som konstsimmare och tränare för ett manligt konstsimlag. 
Magnusson har skrivit manus och regisserat dokumentärfilmen Ebbe – The Movie (2009) tillsammans med Karin af Klintberg. Magnusson och af Klintberg tilldelades Stora Journalistpriset 2009 i klassen Årets Berättare för filmen. De båda tilldelades även en Guldbagge i kategorin bästa dokumentärfilm för filmen vid Guldbaggegalan 2010.
2012 var Magnusson redaktör på SVT för dokumentärserien Bergmans video, som senare klipptes om till långfilmslängd under titeln Trespassing Bergman. 2013 blev hon redaktör för SVT:s Kobra. Samma år tilldelades Magnusson Axel Liffner-stipendiet av Aftonbladets kulturredaktion med motiveringen: "2013 års Axel Liffner-stipendiat har inte bara en penna spetsad med syrlig humor utan har vridit och vänt på kulturjournalistiken i alla medier man kan tänka sig, såväl gamla som nya. En ständig uppfinningsrikedom har tagit oss med till socialdemokratins mörka vrår, till botten av bassängen, in i Mat-Tinas näsa och till det lilla gotländska hörnet av VHS-hyllan där Ghostbusters står. Dessutom är hon något så sällsynt som en filmkritiker vi verkligen litar på."
Hösten 2015 påbörjade Magnusson arbetet med ett stort dokumentärprojekt om Ingmar Bergman. Våren 2018 hade Bergman - ett år, ett liv premiär på filmfestivalen i Cannes. Filmen fick recensioner i bland annat tidskriften Variety. Vintern 2018 hade den animerade kortfilmen Fettknölen, som Magnusson gjort tillsammans med Liv Strömquist, premiär på Sundance Film Festival.
Hösten 2019 hade hennes film Hasse & Tage – en kärlekshistoria premiär. Den visades även omklippt och utökad i tre delar i Sveriges Television under mellandagarna samma år. Där visades även hennes dokumentärfilmer Vad hände Gina Dirawi? och Evert! Evert! Evert i december 2019 respektive december 2021.

## Filmografi
- Alla vi i köttflotten (2005, dokumentär), regissör
- Allt flyter (2008, långfilm), manusförfattare
- Ebbe the movie (2009, dokumentär), regissör, manusförfattare
- Trespassing Bergman (2013, dokumentär), regissör
- Cupcake (2014, kortfilm), regissör
- Christina Lindberg: The Original Eyepatch Wearing Butt Kicking Movie Babe (2015, dokumentär), regissör
- Till minne av Gösta Ekman (2017, dokumentär), regissör
- Bergman - ett år, ett liv (2018, dokumentär), regissör
- Fettknölen (2018, animerad kortfilm), regissör
- Hasse & Tage – en kärlekshistoria (2019, dokumentär), regissör
- Vad hände Gina Dirawi? (2019, dokumentär), regissör
- Maddy the model (2020, dokumentär), regissör
- Evert! Evert! Evert! (2021, dokumentär), regissör
- Kungen (film) (2023, dokumentär), manusförfattare
- Svanmön (film) (2023, dokumentär), regissör
- Shima Niavarani - en stor liten röst (film) (2023, regissör)